# Diocesi di Canosa

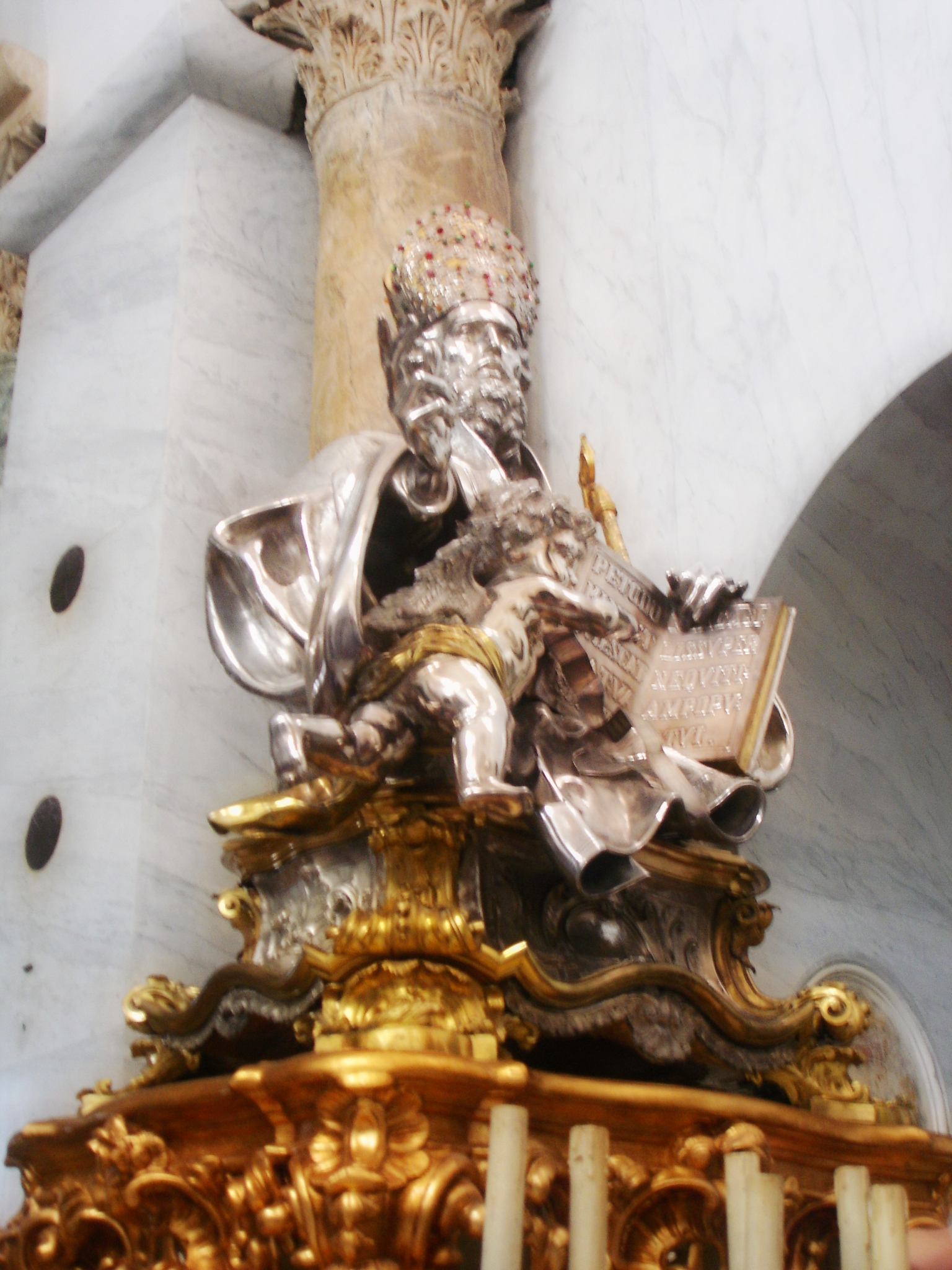
San Sabino, patrono di Canosa di Puglia e vescovo della diocesi nel VI secolo.

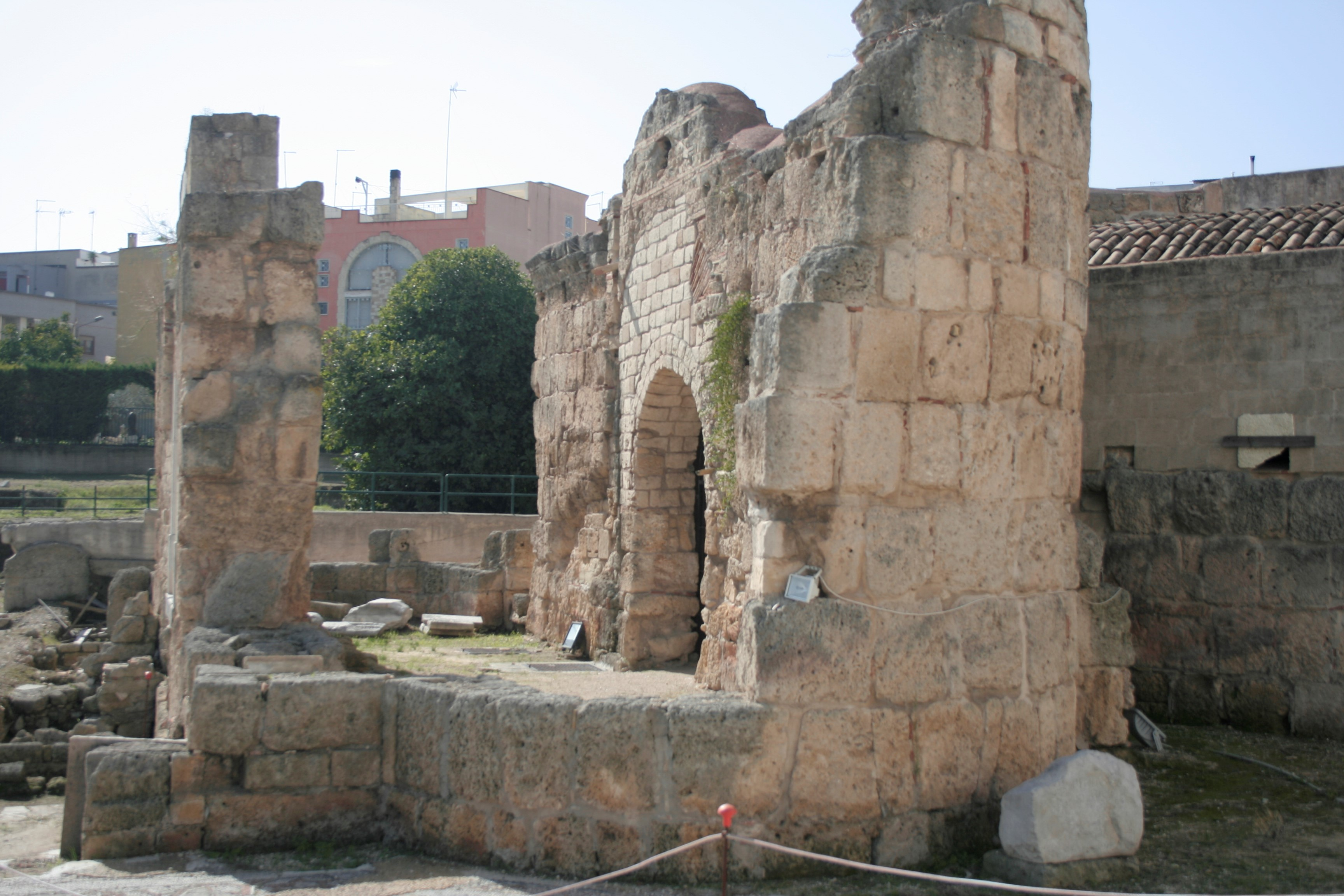
Il nartece del battistero di San Giovanni Battista a Canosa.

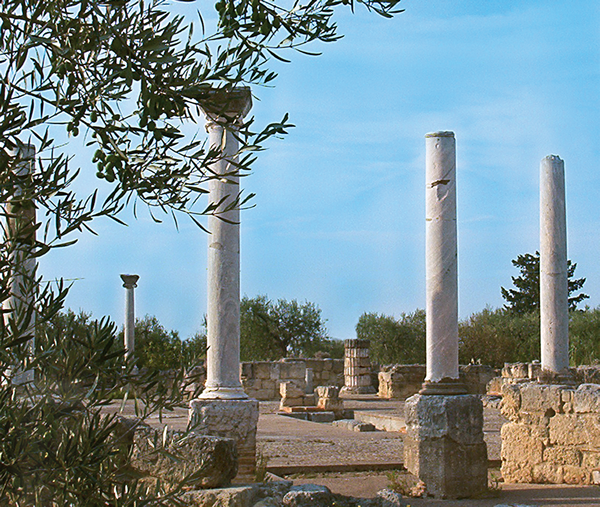
Resti della basilica di San Leucio: in primo piano una delle absidi semicircolari.

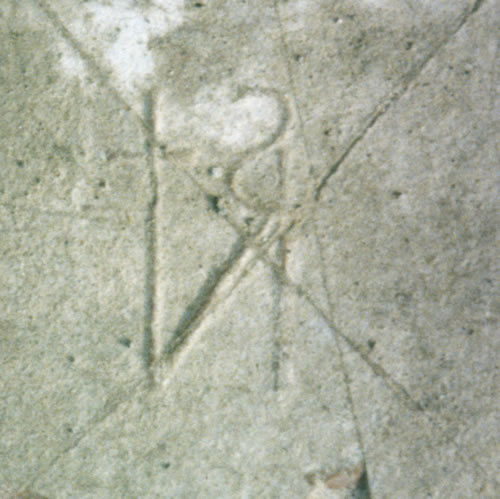
Laterizio bollato con il monogramma del vescovo Sabino.

La diocesi di Canosa (in latino Dioecesis Canusina) è una sede soppressa e sede titolare della Chiesa cattolica.

## Storia
Non è certa la data di erezione della diocesi di Canosa, importante centro della regio II Apulia et Calabria in epoca imperiale. È plausibile una presenza cristiana nel territorio canusino già nel II secolo. «Al 392 è datata la più antica iscrizione cristiana e al IV secolo si assegna anche l'eccezionale frammento di scultura (fronte di sarcofago?) conservato attualmente nel castello di Barletta, ma proveniente forse da Canosa, che rappresenta la serie degli apostoli con didascalie in greco. Tali indizi depongono non solo a favore di una precoce organizzazione della diocesi canosina, ma anche della consistenza e prestigio della comunità cristiana, nell'ambito sociale ed economico della città, a giudicare dalla qualità dei prodotti.»
Le prime notizie sull'esistenza della diocesi risalgono alla prima metà del IV secolo. Il primo vescovo documentato è Stercorio, che tra il 343 e il 344 prese parte al concilio di Sardica. Stercorio inoltre deve essere identificato con il vescovo Sunosio Apuliae (lettura errata per S[tercorio de C]anusio Apuliae) che sottoscrisse la lettera che Atanasio di Alessandria, al termine del concilio, scrisse ai vescovi e al clero del Mereote (Egitto) per incoraggiarli a resistere all'arianesimo.
Di certo dal IV secolo in poi le notizie sono più puntuali e attendibili, anche grazie alla prosperità di cui gode la città. Nel V secolo conosciamo la presenza del vescovo Probo il quale nel 465 prese parte con altri vescovi pugliesi al concilio romano convocato da papa Ilario, durante il quale fu stabilito il divieto ai vescovi di designare i propri successori. Probo di Canosa intervenne con decisione contro questo abuso. Lo stesso vescovo fu inviato da papa Simplicio come legato a Costantinopoli presso l'imperatore Leone I (morto il 3 febbraio 474), in risposta alla richiesta esplicita dell'imperatore di riconoscere i privilegi della Chiesa di Costantinopoli: Probo ebbe l'ingrato incarico di trasmettere il rifiuto del pontefice a questa richiesta, in conformità con le usanze romane, fondate sulla tradizione della Chiesa e non sulla geografia politica.
Sul finire del V secolo è noto il vescovo Rufino, che prese parte al concilio romano indetto da papa Simmaco nel 499, durante il quale furono stabilite delle regole per l'elezione dei vescovi di Roma. È presumibile che Rufino sia da identificare con il vescovo omonimo, indicato dalle fonti senza la sede di appartenenza, che fu incaricato da papa Gelasio I (492-496) di destituire due diaconi di Lucera, ordinati senza l'osservanza delle regole canoniche. In un'altra lettera di papa Gelasio è ancora menzionato un vescovo Rufino, senza indicazione della sede di appartenenza, incaricato dal pontefice di indagare su un diacono di Veroli, accusato dai notabili della sua città.
All'inizio del VI secolo abbiamo il vescovo Memore. Il 23 ottobre 502 appose la sua firma al decreto del concilio palmare convocato dal re Teodorico, per riabilitare papa Simmaco. Memore prese parte anche al successivo concilio, convocato da papa Simmaco il 6 novembre successivo, per regolamentare l'amministrazione dei beni della Chiesa romana e il divieto della loro alienazione.
Certamente un ruolo dominante nella diocesi spetta al vescovo san Sabino, patrono della città, il cui governo si colloca tradizionalmente tra il 514 e il 566, benché sia storicamente documentato solo tra il 525 e il 542/552.
È un dato acquisito dalla storiografia che il vescovo Sabinus Campanus che accompagnò papa Giovanni I a Costantinopoli nel 525, per far recedere l'imperatore Giustino I dai provvedimenti persecutori contro gli ariani, fu il vescovo canosino Sabino. Il santo figura al primo posto nella lista dei vescovi presenti al concilio romano indetto da papa Bonifacio II nel mese di dicembre del 531, dove fu affrontata la questione del metropolita Stefano di Larissa (Tessaglia), non riconosciuto dal patriarca di Costantinopoli; data la sua posizione, Sabino dovette svolgere un ruolo di primo piano. Per la sua esperienza e le sue relazioni col mondo bizantino, Sabino fu inviato nuovamente nella capitale imperiale da papa Agapito I nel 535, per esaminare le posizioni del nuovo patriarca Antimo I, che aveva fatto proprie idee monofisite, e nel 536 prese parte ad un concilio a Costantinopoli, dove occupò il primo posto fra i vescovi occidentali. Nei Dialoghi di Gregorio Magno, san Sabino è menzionato in tre occasioni, in particolare per le sue relazioni con Benedetto di Norcia.
La presenza di Sabino nei Dialoghi di Gregorio Magno contribuì alla diffusione del suo culto. Agli inizi del IX secolo un autore anonimo scrisse la Historia vitae, inventionis, translationis s. Sabini episcopi, in cui il santo «non viene presentato solo come guida spirituale, ma di lui sono sottolineati anche l'impegno e il fervore mostrati in altri settori della vita della comunità canosina. Particolarmente rilevante è, per esempio, il suo spirito di iniziativa nell'ambito dell'edilizia religiosa, che ha trovato puntuali riscontri in alcuni rinvenimenti archeologici». Alla sua attività si deve la costruzione a Canosa della chiesa dei Santi Cosma e Damiano, del battistero di San Giovanni Battista e della basilica del Salvatore.
Alla morte di Sabino seguì un periodo difficile per la città e per la diocesi, come documentato dalle lettere di papa Gregorio Magno. Nel mese di maggio del 591 il pontefice scriveva al suo legato in Sicilia perché destinasse parte delle rendite delle proprietà che la diocesi canosina aveva nell'isola per risollevare le sorti della diocesi, priva del suo vescovo. Questa lettera documenta come Canosa avesse delle proprietà in Sicilia, segno della sua grandezza e ricchezza. Che la diocesi fosse vacante è ancora documentato da un'altra lettera del luglio successivo, in cui il papa affida l'amministrazione della diocesi al vescovo Felice di Siponto.
Queste sono le ultime indicazioni storiche sulla diocesi di Canosa. A partire dal VII secolo, a causa soprattutto dell'invasione e delle distruzioni operate dai Longobardi ariani, resta difficile ricostruire le vicende della diocesi. Secondo la Historia vitae di san Sabino, durante questo periodo si persero le tracce della tomba del santo, che fu riscoperta miracolosamente sul finire del secolo da un pellegrino hispanus di nome Gregorio, e per ordine della regina Teoderada, moglie di Romualdo I di Benevento (671-687) e reggente durante la minore età di Gisulfo I (689-706), fu costruito un sacello per accogliere le reliquie del santo vescovo. A Teoderada si deve la conversione dei Longobardi dall'arianesimo al cattolicesimo e probabilmente anche la restaurazione della diocesi di Canosa, rimasta vacante fin dai tempi di Gregorio Magno. La Historia vitae riferisce che il vescovo Pietro, che commissionò la stesura della vita di san Sabino, all'inizio del IX secolo fece trasferire le reliquie del santo dal sacello di Teoderada all'interno delle mura cittadine, nella nuova cattedrale fatta costruire da Pietro e dedicata ai Santi Giovanni e Paolo.
Attorno all'840 Canosa fu occupata dai Saraceni, che avevano la loro base a Bari sede di un emiro. Secondo il Chronicon Salernitanum, in questa occasione un vescovo di Canosa di nome Pietro si rifugiò a Salerno e vi rimase a lungo, al punto che in epoca imprecisata venne nominato vescovo di Salerno. Tuttavia, secondo il Chronicon questo vescovo corrisponderebbe a Pietro I della cronotassi salernitana, vissuto perciò molto prima dell'occupazione saracena di Canosa.
L'occupazione saracena pone di fatto fine alla diocesi di Canosa. Infatti, quando Bari venne liberata dai Bizantini nell'871, assunse un ruolo di preminenza in tutta la regione e divenne capoluogo del thema bizantino di Longobardia e poi capitale del catepanato d'Italia. In questo contesto, la sede episcopale di Canosa fu unita a quella di Bari, e diversi documenti a partire dalla metà del X secolo menzionano il duplice titolo dei vescovi "baresi e canosini". La presenza della cattedra del vescovo Ursone di Bari nella cattedrale di Canosa «indica comunque che, almeno fino alla sua morte, presumibilmente nel 1089, la sede del vescovo di Canosa e Bari era ancora la cattedrale canosina».
Nacque in questo stesso periodo la rivalità tra le due città e le due sedi episcopali, che si contendevano il primato religioso della regione, querelle che continuò per secoli e fu portata avanti anche con la compilazione di falsi. Il falso più clamoroso è la cosiddetta "Leggenda del prete Gregorio" della fine del IX secolo, ma redatta dal canonico Calefati nel Settecento, secondo il quale Angelario, vescovo canosino, fuggendo all'occupazione saracena, si trasferì a Bari e divenne arcivescovo di questa città nell'855. Le medesime indicazioni sono ripetute nella Historia inventionis S. Sabini episcopi Canusini, composta alla fine dell'XI secolo, «falso storico sulla presunta traslazione nel secolo IX del corpo di san Sabino da Canosa a Bari per legittimare, attraverso il possesso del corpo del santo, la supremazia della curia vescovile barese su quella canosina».
La discussa bolla di papa Urbano II del 5 ottobre 1089, riconobbe all'arcivescovo Elia di Bari la supremazia sulla Chiesa di Canosa e la precedenza del titolo Barensis su quello Canusinus. Le successive controversie furono risolte con un compromesso all'epoca di papa Pasquale II (1099-1118), il quale confermò la bolla del suo predecessore, ma riconobbe ai prevosti di Canosa la giurisdizione, esente da quella del metropolita barese, sul territorio della città di Canosa e del suo circondario, istituendo di fatto una arcipretura nullius dioecesis; contestualmente però agli arcivescovi baresi fu assegnato in perpetuo il titolo di Canosa, che rimase appannaggio degli arcivescovi fino al 2002, quando Canosa è diventata una sede vescovile titolare.
L'indipendenza dell'arcipretura di Canosa dagli arcivescovi di Bari fu confermata da papa Pio IV (1559-1565) e poi ancora da papa Clemente VIII con un breve del 2 giugno 1602. Nel Settecento l'arcipretura fu dichiarata di patronato regio ed elevata al rango di prelatura territoriale. In seguito al concordato tra la Santa Sede e il regno di Napoli del 1818, la prelatura di Canosa fu soppressa e il suo territorio annesso a quello della diocesi di Andria.
Il 9 giugno 1916 con il decreto Ad examen revocato della Congregazione Concistoriale fu conferito alla basilica di San Sabino il titolo di cattedrale. Oggi ha il titolo di concattedrale.
Dal 2002 Canosa è annoverata tra le sedi vescovili titolari della Chiesa cattolica; dal 30 ottobre 2002 l'arcivescovo, titolo personale, titolare è Celestino Migliore, nunzio apostolico in Francia.

## Cronotassi dei vescovi
- Stercorio † (menzionato nel 343/344)
- Probo † (prima del 465 - prima di febbraio 474)
- Rufino † (prima del 492/496 - dopo il 499)
- Memore † (menzionato nel 502)
- San Sabino † (prima del 525 - dopo il 542/552)[26]
  - Sede vacante (fine VI secolo - fine VII secolo)
- Pietro † (inizio del IX secolo)
  - Sede unita a Bari

## Cronotassi dei vescovi titolari
- Celestino Migliore, dal 30 ottobre 2002